# Doug Bradley
Doug Bradley (Liverpool, 7 settembre 1954) è un attore britannico. Principalmente noto per aver interpretato per 18 anni (dal 1987 al 2005) il personaggio di Pinhead in 8 film della serie cinematografica Hellraiser.

## Biografia
Amico e quasi coetaneo (è più giovane di due anni) del regista e produttore Clive Barker, entrambi sono di Liverpool, deve la sua fama proprio alla creazione di Clive Barker, Hellraiser (1987) e alla sua interpretazione del leader dei Cenobiti Pinhead (talvolta in italiano tradotto come Puntaspilli), la cui immagine è oggi considerata una icona del cinema horror e questo grazie anche allo stesso Bradley, che nel 1996 si è impegnato in prima persona affinché si realizzasse il quarto capitolo della serie Hellraiser, cioè Hellraiser - La stirpe maledetta, facendo sì che la serie non si estinguesse e che anzi continuasse, con ben altri 4 film realizzati successivamente.

## Filmografia parziale
- Salome (1973) - cortometraggio
- The Forbidden (1978) - cortometraggio
- Hellraiser - Non ci sono limiti (Hellraiser, 1987)
- Hellbound: Hellraiser II - Prigionieri dell'Inferno (Hellbound: Hellraiser II, 1989)
- Cabal (Nightbreed, 1990)
- Hellraiser III - Inferno sulla città (Hellraiser III Hell On Earth, 1992)
- Proteus (1995)
- Hellraiser - La stirpe maledetta (Hellraiser: Bloodline, 1996)
- La lengua asesina (1996)
- Hellraiser 5 - Inferno (Hellraiser: Inferno, 2000)
- Hellraiser: Hellseeker (Hellraiser: Hellseeker, 2002)
- Hellraiser: Deader (Hellraiser: Deader, 2005)
- Hellraiser: Hellworld (Hellraiser: Hellworld, 2005)
- Pumpkinhead 3: Ceneri alle ceneri (Pumkinhead: Ashes to Ashes, 2006)
- The Cottage (2008)
- Ten Dead Men (2008)
- Wrong Turn 5 - Bagno di sangue (2012)

## Doppiatori italiani
Nelle versioni in italiano delle opere in cui ha recitato, Doug Bradley è stato doppiato da:
- Alessandro Rossi in: Hellraiser: Hellseeker, Hellraiser: Deader, Hellraiser: Hellworld
- Michele Kalamera in: Hellraiser
- Sandro Sardone in: Hellbound: Hellraiser II - Prigionieri dell'Inferno
- Romano Malaspina in: Hellraiser III
- Andrea Lala in: Hellraiser - La stirpe maledetta
- Roberto Pedicini in: Hellraiser 5: Inferno
- Riccardo Lombardo in Wrong Turn 5 - Bagno di sangue
- Ettore Conti in Cabal